# Dok Zuid

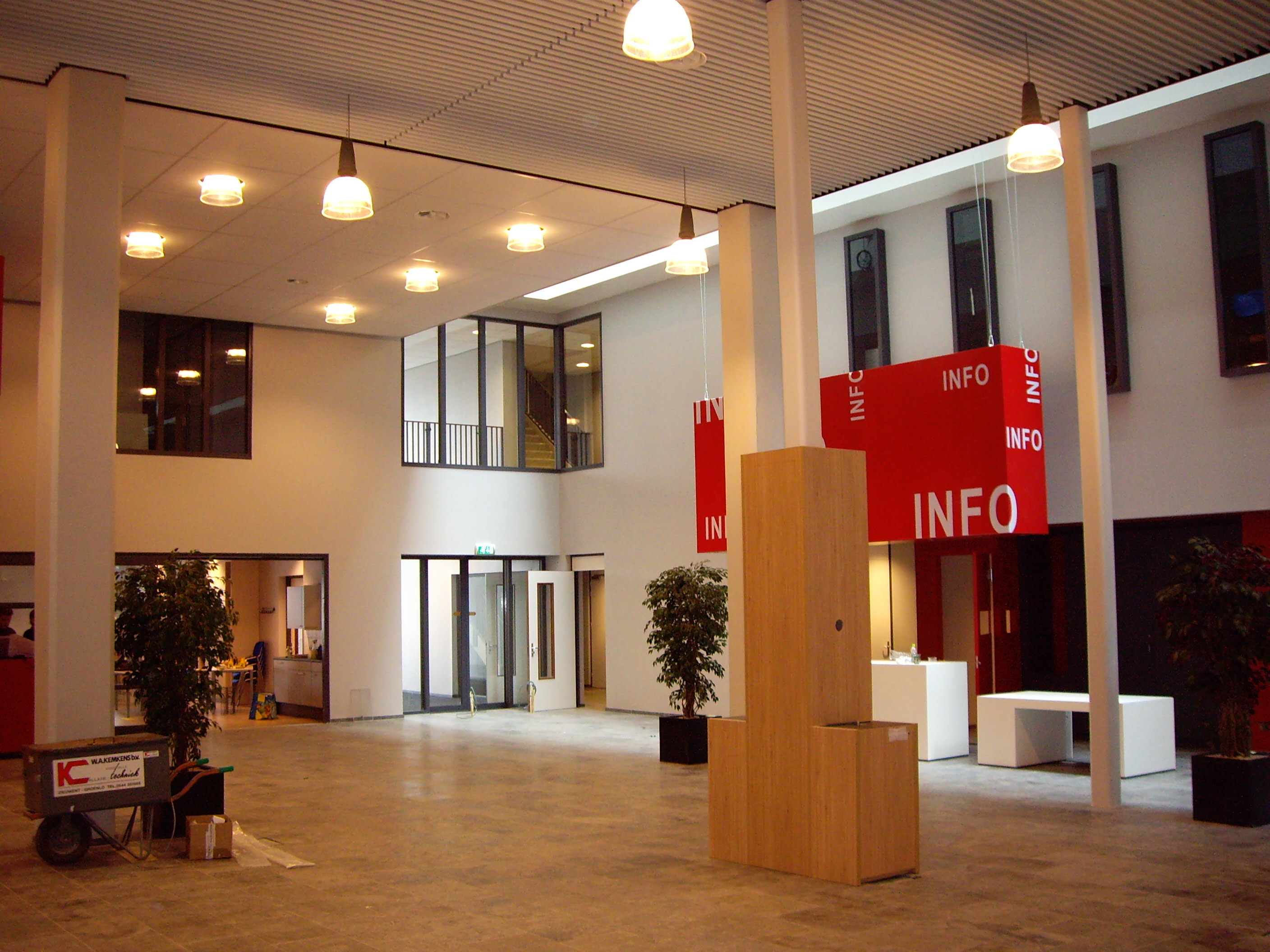
Centrale ruimte van dok Zuid (2009)

dok Zuid is een kulturhus gelegen aan het Zuiderpark in de stad Apeldoorn in de Nederlandse provincie Gelderland. 
In het gebouw huizen diverse organisaties (bibliotheek, wijkcentrum, Centrum voor Jeugd en Gezin, wijkraad, scholen en kinderopvang). Deze organisaties bieden gezamenlijk één activiteitenprogramma aan voor alle inwoners van de wijk Zuid in Apeldoorn. Buurtbewoners kunnen hierbij mede zelf het aanbod bepalen. Ook werken organisaties met een centrale informatiebalie en een gezamenlijke huisstijl. Een achterliggende gedachte is dat ze op deze manier hun krachten kunnen bundelen en er één duidelijk ontmoetingspunt voor de wijk is. 
Het gebouw is ontworpen door architect Huub Frencken in samenwerking met projectmanager Michiel Bruins. De centrale hal heeft een hoogte van 8 meter en een natuurstenen vloer. Er is een binnentuin die ruimte biedt voor evenementen. dok Zuid is in juli 2009 opgeleverd en heeft in het eerste jaar circa 150.000 bezoekers gehad. Het gebouw huisvest ook appartementen en in het voorjaar van 2011 werd er een gezondheidscentrum gevestigd met onder meer fysiotherapie, een huisartsenpraktijk en een apotheek.